# Ildásio Tavares
Ildásio Tavares (Gongogi, 25 de janeiro de 1940 — Salvador, 31 de outubro de 2010) foi um poeta, romancista, novelista, dramaturgo, ensaísta e compositor brasileiro. 

## Biografia
Nasceu na atual cidade de Gongogi, região do cacau da Bahia, em 25 de Janeiro de 1940. Em Salvador, formou-se em Direito e em Letras na UFBA, tendo feito o mestrado na Southern Illinois University, o doutorado na UFRJ e um pós-Doutorado na Universidade de Lisboa.
Pertenceu à geração da Revista da Bahia, juntamente com outros autores baianos, como Cyro de Mattos, Marcos Santarrita, José Carlos Capinam e Ruy Espinheira Filho, entre outros.
Publicou seu primeiro livro de poesia, Somente um Canto, em 1968, e continuou publicando livros de poesia e de prosa (romances, teatro e ensaios). Como compositor, teve 46 músicas gravadas por Vinícius de Moraes, Maria Bethânia, Alcione, Toquinho, Nelson Gonçalves e Maria Creuza. Entre os seus perceiros estão Baden Powell, Vevé Calasans, Gerônimo e Carlinhos Cor das Águas. Também foi o autor da ópera afro-brasileira Lídia de Oxum, com música de Lindembergue Cardoso, regida por Júlio Medaglia e encenada às margens da Lagoa do Abaeté, em Salvador, para um público de cerca de 30 mil espectadores. Mais tarde, a ópera foi apresentada em diversos outros palcos brasileiros.
Foi  Ogã de Oxum  e  Obá Aré da Casa de Xangô do Axé Opô Afonjá.
Trabalhou como tradutor e professor de inglês por quase 20 anos, experiência da qual se serviu em seu livro A arte de traduzir. 

## Obra poética
Sua obra poética é vasta, tendo sido apreciada por nomes expressivos da cultura no Brasil e no exterior. Alguns autores ressaltam a capacidade e a proficiência poética de Ildásio Tavares. O poeta Carlos Nejar o considera poeta baiano e universal; Jorge Amado ressalta, em Ildásio Tavares, sua unidade de forma e conteúdo pouco habitual em nossa poesia; Fernando Py ressalta os atributos formais, assinalando ser o poeta definitivamente dono da técnica de todo tipo de verso, para quem a arte poética já não guarda segredos. Nelson Werneck Sodré afirma: 
"É fácil compreender a alta qualidade do poeta. Em primeiro lugar pelo domínio da arte poética na linguagem de síntese que é sua essência. E ainda pela capacidade, nessa linguagem, de praticar aquilo que Brecht ensinou, as diferentes maneiras de dizer a verdade". 

## Falecimento
Ildásio Tavares faleceu no dia 31 de outubro de 2010, aos 70 anos, em consequência de um quadro grave de Acidente Vascular Cerebral que foi seguido de falência de múltiplos órgãos. Segundo informações do médico Dr. Heraldo Moura Costa, que atendeu ao poeta, ele dera entrada no Hospital Jorge Valente, na terça-feira dia 26 de outubro, já apresentando um quadro grave de AVC.

## Obras publicadas
Long play
- Os Orixás - em parceria com Luis Berimbau (Som Livre - 1978), apresentando a cantora paulista Eloah (Aeluah Marize Souza Valle)

Poesia
- Somente um Canto (1968)
- Imago (1972)
- Ditado (1974)
- O Canto do Homem Cotidiano (1977)
- Poemas Seletos (1977)
- Tapete do Tempo (1980)
- A Ninfa (1993)
- Odes brasileiras (1998)
- Nove sonetos da Inconfidência (1999)
- Flores do Caos - sonetos (2008)

Tradução
- Jonathan Swift, O amor é um pássaro selvagem, contos (2004)

Romances, contos e crônicas
- O Domador de Mulheres, romance, (2003)
- Até que a morte os una, novela, (2004)
- Lídia de Oxum, teatro, (2005)

Ensaios
- A Arte de Traduzir (1994)
- Nossos colonizadores africanos, (1995)
- Candomblés na Bahia (2000)